# The Monks
The Monks (en español: Los Monjes) fue una banda originalmente con cinco miembros estadounidenses de protopunk/garage rock formada realmente en 1964 en la ciudad de Gelnhausen, Alemania. Fue uno de los primeros grupos del movimiento musical del garage rock en Europa, y conocido por sencillos como "Cuckoo", "There She Walks", "Complication", "Love Can Tame the Wild" y "Pretty Suzanne".
El grupo hacia hecho reuniones parciales desde 1999, pero solo lo hacían para seguidores de culto, en lo que han relacionado sus músicos y fanáticos del grupo y llamados como: "conocedores de la música"; sus últimas reuniones fueron en el periodo de 2006 a 2007.
Desde 2004 han fallecido tres de los cinco integrantes originales: Gary Burger, Dave Day y Roger Johnston, quedando solamente dos miembros originales vivos del grupo.
Su único álbum de estudio fue el de 1966 titulado: "Black Monk Time".
A pesar de su éxito independiente, grupos y músicos como: The Fall, Sex Pistols, Dead Kennedys, Beastie Boys, The White Stripes, Henry Rollins, entre otros; mencionaron estar influenciados de The Monks.

## Integrantes

### Exintegrantes
- Gary Burger - vocal, guitarra (1964 - 1967, 1999, 2004, 2006 - 2007) (fallecido en 2014)
- Larry Clark - vocal de apoyo, teclados (1964 - 1967, 1999, 2004, 2006 - 2007)
- Eddie Shaw - vocal de apoyo, bajo (1964 - 1967, 1999, 2004, 2006 - 2007)
- Dave Day - vocal de apoyo, banyo (1964 - 1967, 1999, 2004, 2006 - 2007) (fallecido en 2008)
- Roger Johnston - vocal de apoyo, batería (1964 - 1967, 1999, 2004) (fallecido en 2004)

## Discografía

### Álbumes de estudio
- 1966: "Black Monk Time" (Polydor Records)

### EP
- 1965: "Demo Tapes 1965"

### Compilaciones
- 1964: "The Early Years 1964–1965"
- 1999: "Five Upstart Americans"